# Javier Velásquez
Ángel Javier Velásquez Quesquén (ur. 12 marca 1960 w Lambayeque) – peruwiański polityk, członek i deputowany Amerykańskiego Ludowego Sojuszu Rewolucyjnego (Alianza Popular Revolucionaria Americana, APRA), przewodniczący Kongresu Peru w latach 2008–2009. Premier Peru od 11 lipca 2009 do 14 września 2010.

## Życiorys
Javier Velásquez urodził się w 1960 w Lambayeque w dzielnicy Ciudad Eten. Uczęszczał do Szkoły Podstawowej nr 250 i Liceum Nicolása La Torre w dzielnicy José Leonardo Ortiz. Ukończył studia na Wydziale Prawa Uniwersytetu Narodowego Pedro Ruiza Galla w Lambayeque oraz prawo konstytucyjne na Pontificia Universidad Católica del Perú w Limie. 
W 1995 został po raz pierwszy wybrany deputowanym Kongresu Peru z ramienia APRA w okręgu Lambayeque. W parlamencie wszedł w skład Komisji Fiskalnej i Nadzoru oraz Komisji Pracy i Zabezpieczenia Socjalnego. W 2000 został wybrany deputowanym na kolejną kadencję. W latach 2001–2002 pełnił funkcję przewodniczącego Komisji Fiskalnej i Nadzoru oraz był członkiem Komisji Pracy. W latach 2002–2003 wchodził w skład Rady Wykonawczej Kongresu oraz Komisji Fiskalnej i Nadzoru, Komisji Konstytucyjnej i Regulaminowej oraz Komisji Pracy. W latach 2003–2005 kierował pracą Komisji Fiskalnej i Nadzoru.
W 2006 w czasie wyborów generalnych po raz trzeci został wybrany do parlamentu z okręgu Lambayeque. Od 26 lipca 2008 do lipca 2009 pełnił funkcję przewodniczącego Kongresu Peru. 

### Premier Peru

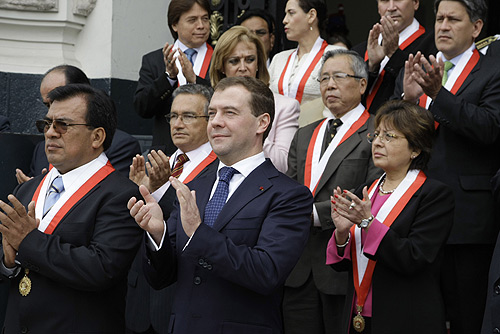
Javier Velásquez (z lewej) z prezydentem Dmitrijem Miedwiediewem, listopad 2008

11 lipca 2009 prezydent Alan García mianował Javiera Velásqueza nowym szefem rządu. Zmiany w rządzie, w tym zmiana na stanowisku premiera, nastąpiły w wyniku kryzysu politycznego i sporu pomiędzy rządem premiera Simona a ludnością indiańską o zasady eksploatacji zasobów naturalnych w Amazonii, w wyniku którego zginęły co najmniej 34 osoby.
14 września 2010 prezydent García dokonał zmian w gabinecie, mianując na urząd premiera José Antonio Changa. Premier Velásquez ustąpił ze stanowiska, by móc wziąć udział w wyborach prezydenckich w kwietniu 2011. Tego samego dnia został odznaczony przez głowę państwa Orderem Słońca Peru.